# William P. Kellogg
Pour les articles homonymes, voir William Pitt et Kellogg.
William Pitt Kellogg (8 décembre 1830 - 10 août 1918) est un homme politique américain, gouverneur de Louisiane de 1873 à 1877.

## Biographie
Kellogg est né à Orwell, dans le comté d'Addison, dans la partie ouest du Vermont, près de la frontière avec l'État de New York. À l'âge de dix-huit ans, il s'installe à Peoria, où il enseigne pendant plusieurs années. Il devient ensuite avocat, et s'installe à Canton, dans l'Illinois, où il pratique le droit. Là, il rejoint le Parti républicain et rencontre Abraham Lincoln, un autre avocat de l'Illinois. Lorsque Lincoln devient président en 1861, il nomme Kellogg premier juge de la Cour suprême du Nebraska. Kellogg accepte son offre, mais démissionne bientôt et rejoint le 7th Illinois Cavalry. En 1862, il s'élève au grade de colonel et joue un rôle important lors d'une bataille près de Sikeston (Missouri). Plus tard, Kellogg est démobilisé en raison de sa mauvaise santé.
En 1865, à la fin de la  guerre civile, Lincoln, quelques jours avant son assassinat, nomme Kellogg au poste de collecteur du port de Nouvelle-Orléans. Kelogg fait donc partie des Carpetbaggers, ces Républicains parachutés dans le Sud vaincu, et vus dans l'imaginaire populaire comme des profiteurs de guerre. Ces parachutages politiques échouent pour la plupart, mais Kelogg démarre une brillante carrière politique en Louisiane. Il reste collecteur de La Nouvelle-Orléans jusqu'en 1868, où il est élu au Sénat des États-Unis, lorsque la Louisiane reconstruite fait son retour dans l'Union fédérale. 
Kellogg démissionne du Sénat en 1872, lorsqu'il est élu gouverneur de Louisiane. Lors de son élection, il est opposé à John McEnery, un démocrate.  Le gouverneur sortant, le républicain Henry Clay Warmoth, soutient McEnery car Warmoth s'oppose à la faction du parti républicain loyale au président Grant, qui soutient Kellogg. En tant que gouverneur, Warmoth contrôle le State Returning Board, l'institution qui administre les élections. Ce conseil déclare McEnery vainqueur, mais un conseil rival affirme la victoire de Kellogg.  
Warmoth est démis de ses fonctions de gouverneur par une mesure d'impeachment sur l'allégation de vol d'élection. Un républicain noir, P.B.S. Pinchback devint gouverneur pendant 35 jours, jusqu'à ce que Grant installe Kellogg en tant que gouverneur, avec une protection fédérale. La faction de McEnery crée un « parlement parallèle » à La Nouvelle-Orléans pour s'opposer aux actions de Kellogg. McEnery exhorte ses partisans à prendre les armes contre le gouvernement frauduleux de Kellogg. Les actions de la White League anti-républicaine poussent le président Grant à envoyer un renfort de l'Armée fédérale à La Nouvelle-Orléans. Tant que les troupes fédérales sont présentes en Louisiane, jusqu'en 1877, aucun démocrate ne peut y être élu.
Contrastant avec les préjugés du Sud, Kelogg se choisit un lieutenant-gouverneur afro-américain, Caesar Carpentier Antoine, originaire de La Nouvelle-Orléans. Malgré la forte opposition au Parti républicain dans le Sud, Kellogg parvient à revenir au Sénat des États-Unis en 1876, où il siège jusqu'en 1883. Il devient président du comité sénatorial sur les chemins de fer de 1881 à 1883. Mais il ne se présente pas à sa réélection, jugeant son parti trop faible dans les États du Sud. Kellogg est élu à la Chambre des représentants en 1882, et y siège pendant un mandat de 1883 à 1885. Il continue à vivre à Washington, après sa retraite politique. Il meurt à Washington, et repose au Cimetière national d'Arlington, en Virginie.
Kellogg est l'un des plus importants hommes politiques de Louisiane, pendant et immédiatement après la période de reconstruction du Sud. Il est parvenu à se maintenir au pouvoir beaucoup plus longtemps que la plupart des autres carpetbaggers républicains. On note également qu'il est l'un des rares sénateurs à avoir été élu à la Chambre des représentants immédiatement après avoir quitté le Sénat.

### Articles annexes
- Massacre de Colfax
- Liste des représentants de Louisiane
- Louisiane